# Karl Schmiedbauer
Karl Schmiedbauer (* 19. August 1922 in Wien; † 4. Juni 2009 ebenda) war ein österreichischer Politiker.

## Leben
Karl Schmiedbauer wuchs in einer Wiener Arbeiterfamilie heran und erlernte nach dem Besuch der Pflichtschulen den Beruf seines Vaters, den des Friseurs. 1941 wurde Schmiedbauer als Soldat in die Wehrmacht eingezogen. Nach der Niederlage geriet er in sowjetische Kriegsgefangenschaft, in der er von 1945 bis 1948 lebte. Nach seiner Rückkehr nach Wien arbeitete er kurzzeitig wieder als Friseur, ehe er 1955 eine Anstellung im Gaswerk Leopoldau fand. Über den zweiten Bildungsweg legte er die Matura ab, so dass er Anfang der 1960er Jahre zum Leiter eines Referats innerhalb der Wiener Gaswerke aufstieg.
Ab Beginn der 1950er Jahre engagierte sich Schmidbauer in der Sozialdemokratischen Partei Österreichs (SPÖ) und wurde 1964 als Abgeordneter seiner Partei in die Bezirksvertretung des 9. Wiener Gemeindebezirks Alsergrund gewählt. Von Jänner bis Mai 1969 amtierte Schmiedbauer kurzzeitig als Bezirksvorsteher-Stellvertreter. Im Jahr 1969, als es der SPÖ gelang, in Alsergrund nach zehn Jahren stimmenstärkste Partei vor der Österreichischen Volkspartei (ÖVP) zu werden, wurde Schmidbauer zum Bezirksvorsteher gewählt. Schmidbauer gelang in den kommenden Jahren Alsergrund zu modernisieren. So gehörten Umbauarbeiten am Franz-Josefs-Bahnhof und an der Wirtschaftsuniversität Wien ebenso zu seinen Verdiensten wie der Bau des Allgemeinen Krankenhauses.
Dennoch gelang es der ÖVP 1978 mit ihrem Spitzenkandidaten Wolfgang Schmied den Posten des Bezirksvorstehers zurückzuerobern. Schmiedbauer wurde dennoch Schmieds Bezirksvorsteher-Stellvertreter, ein Amt, das Schmiedbauer bis 1984 bekleidete.
Karl Schmiedbauer war neben seiner politischen Arbeit auch in zahlreichen Gremien tätig, darunter in der Österreichisch-Sowjetischen Gesellschaft. Auch war er Präsident des Kulturvereins Alsergrund, war Vizepräsident des Bezirksmuseums und saß im Kuratorium der Wiener Festwochen.

## Auszeichnungen
- 1975: Silbernes Verdienstzeichen des Landes Wien
- 1977: Großes Goldenes Ehrenzeichen des Verbandes aller Körperbehinderten
- 1981: Goldenes Ehrenzeichen für Verdienste um das Land Wien